# Portal (Science-Fiction)
Als Portal wird in Science-Fiction- und Fantasy-Erzählungen und -Filmen eine Vorrichtung oder Gegebenheit bezeichnet, die beschleunigte Reisen im Weltraum, direkte Reisen zu anderen Orten (Teleportation) oder Reisen in Parallelwelten und Zeitreisen ermöglicht. Das Konzept tritt vor allem in der Science-Fiction in vielfältigen Formen auf, wobei die Raum-Zeitmaschine TARDIS aus der Fernsehserie Dr. Who alle wesentlichen Merkmale vereint und mittels eines Zeitportals funktioniert. Zeitportale erlauben Zeitreisen teilweise in Kombination mit Reisen über große Distanzen hinweg, wie das Portal des Zeitwächters in der Raumschiff-Enterprise-Folge Griff in die Geschichte, der Time Tunnel aus der gleichnamigen TV-Serie und die sogenannten Anomalien in Primeval. Raumreisen werden durch Portale ermöglicht wie in Stargate und der darauf aufbauenden TV-Serie Stargate – Kommando SG-1 oder in den Sprungtoren für Raumschiffe (Jumpgates) in der TV-Serie Babylon 5. Dieses Konzept ähnelt den in der Science-Fiction zuweilen auftretenden Wurmlöchern wie auch der Teleportation. Die Autoren Axel Ertelt und Wilfried Stevens vertreten in ihrem Buch "Portale und Teleportation" die Theorie, das auch UFOs über Portale reisen. Dies könnte das plötzliche Erscheinen und Verschwinden von Ufos erklären.
In Fantasy-Romanen und Filmen treten oft magische Portale auf, die einen raschen und bequemen Übertritt in andere Welten erlauben, was sonst nur durch nahezu unmögliche oder zeitaufwändige Reisen zu erreichen wäre. Der magische Kleiderschrank in den Chroniken von Narnia ist ein klassisches Beispiel für ein solches Portal, doch als literarischer Kniff zum Übertritt in andere Welten gibt es schon in antiken Mythen das Tor zur Unterwelt bei Herkules im Hades oder den Bifröst als Brücke zur Götterwelt Asgard.
Über das literarische Subgenre der Portal Fantasy äußert sich der bekannte Science-Fiction-Autor Brian Michael Stableford in seinem Historical Dictionary of Science Fiction Literature folgendermaßen:

“Portal Fantasy: The parallel worlds of … fantasy were equipped with various kinds of permanent or temporary portals allowing a certain amount of traffic between worlds … SF portal fantasy fits into this taxonomy readily enough, but has a further dimension by virtue of the fact hat sf multiverses and galactic empires often require portals for convenient transportation across their vast stages … such portals pose problems of plausibility in sf stories dealing with parallel words and time travel … sf portal fantasy routinely makes use of dimensional doorways, stargates and timegates located in mysterious alien artifacts became commonplace in the 1950s along with galactic empires and manifolds of parallel worlds.”

„Portal Fantasy: Die Parallelwelten der … Fantasy wurden mit verschiedenen Arten permanenter oder temporärer Portale ausgestattet, die eine gewisses Maß an Verkehr zwischen Welten erlauben … SF Portal-Fantasy passt problemlos in diese Einteilung, hat aber dadurch eine zusätzliche Dimension, dass Multiversen und galaktische Imperien oft Portale für den bequemen Transport durch ihre weit ausgedehnten Ebenen benötigen. Derartige Portale erzeugen in SF-Geschichten von Parallelwelten und Zeitreisen Probleme. Die SF Portal-Fantasy verwendet regelmäßig Dimensionstore, Sternentore und Zeittore, die sich in geheimnisvollen Artefakten von Aliens befinden und in den 1950ern zusammen mit galaktischen Imperien und der vielfältigen Parallelwelten Normalität wurden.“

Nicht zuletzt bilden Portale die Grundlage von Computerspielen mit Science-Fiction-Hintergrund. Dazu zählen das 1986 veröffentlichte interaktive Spiel Portal für Amiga-Computer. Letzteres sollte nicht mit dem SF-Videospiel Portal von 2007 verwechselt werden und seiner Fortsetzung Portal 2. Auch in dem Science-Fiction- und Fantasy-Themen verwendenden Spiel Lego Dimensions werden verschiedene Ebenen und Erweiterungen eines Multiversums durch Portale zugänglich. Im Spiel Minecraft gibt es ein Netherportal, mit dem man sich in die Unterwelt (Nether) teleportieren kann.
Als wissenschaftlicher Hintergrund dafür dient das Machsche Prinzip von Ernst Mach sowie die allgemeine Relativitätstheorie von Albert Einstein, aber auch die Einstein-Rosen-Brücke von Nathan Rosen.

## Literatur, Film, TV, Computerspiel

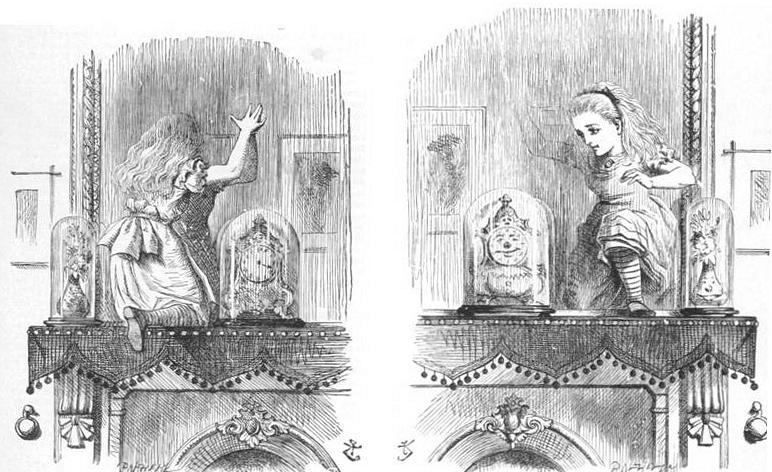
Alice betritt das Spiegelland, Illustration von Sir John Tenniel